# Генрих де Жуайёз
Генрих (Анри) де Жуайе́з (фр. Henri de Joyeuse, 1567 — 28 сентября 1608) — герцог де Жуайез, маршал Франции. Сын Гийома де Жуайеза и Мари де Батарне. Родной брат герцогов Анна и Франсуа де Жуайезов.

## Биография
После переезда в королевский дворец Анри де Жуайез был назначен служителем гардероба короля Генриха III. 28 ноября 1581 года он женился на 15-летней Екатерине де Ногаре, сестре герцога Жана Луи д’Эпернона. Их единственный ребёнок, дочь Генриетта Екатерина де Жуайез родилась 13 января 1585 года и по смерти своего дяди, Франсуа де Жуайеза, унаследовала титул герцогини де Жуайез и передала его своему сыну Шарлю-Луи Лотарингскому (1618—1637).
После смерти жены 10 августа 1587 года вступил в орден капуцинов, 24 сентября 1587 года принял имя отца Анже. Был деятельным членом Лиги, был назначен 23 октября 1592 года генерал-лейтенантом (губернатором) Лангедока.
Тем не менее, под влиянием своего брата Франсуа примирился с королём Генрихом IV и был назначен в январе 1596 году маршалом Франции.
В 1600 году снова оставляет мир. Становится известным проповедником, был одним из первых, кто оценил работы Франсуа Леклера дю Трамбле (отца Жозефа) в религии.
Умер 28 сентября 1608 года в Риволи в Италии. Его тело было перевезено в Париж и похоронено в часовне капуцинов на улице Сан-Оноре.

## В литературе
Генрих (Анри) де Жуайез является персонажем романа Александра Дюма-отца «Сорок пять».